# La Vengeance du colosse

La Vengeance du colosse (Marte, dio della guerra) est un péplum italien écrit et réalisé par Marcello Baldi, sorti en 1962 et mettant en vedette Roger Browne et Jackie Lane,.

## Synopsis
Le dieu Mars, qui a participé à une guerre, reste finalement sur Terre parce qu'il est tombé amoureux d'une fille.

## Fiche technique
- Titre : La Vengeance du colosse
- Titre original : Marte, dio della guerra
- Réalisation : Marcello Baldi
- Scénario : Ernesto Gastaldi, Marcello Baldi
- Décors : Piero Poletto
- Genre : péplum
- Date de sortie : 1962
- Langue : italien
- Pays de production :  Italie
- Date de sortie :
  - France : 18 octobre 1963

## Distribution
- Roger Browne : Mars
- Jackie Lane : Daphné
- Massimo Serato : Antarus
- Linda Sini : Écube
- Dante Di Paolo : Frixos
- Renato Speziali
- Michèle Bailly : Vénus
- John Kitzmiller : Afros
- Giuseppe Addobbati
- Renato Navarrini
- Folco Lulli
- Corrado Annicelli
- Aldo Bufi Landi
- Giulio Donnini
- Livio Lorenzon
- Gianni Solaro